# Bethal
Bethal è un centro abitato del Sudafrica, situato nella provincia di Mpumalanga.